# Mazda 767

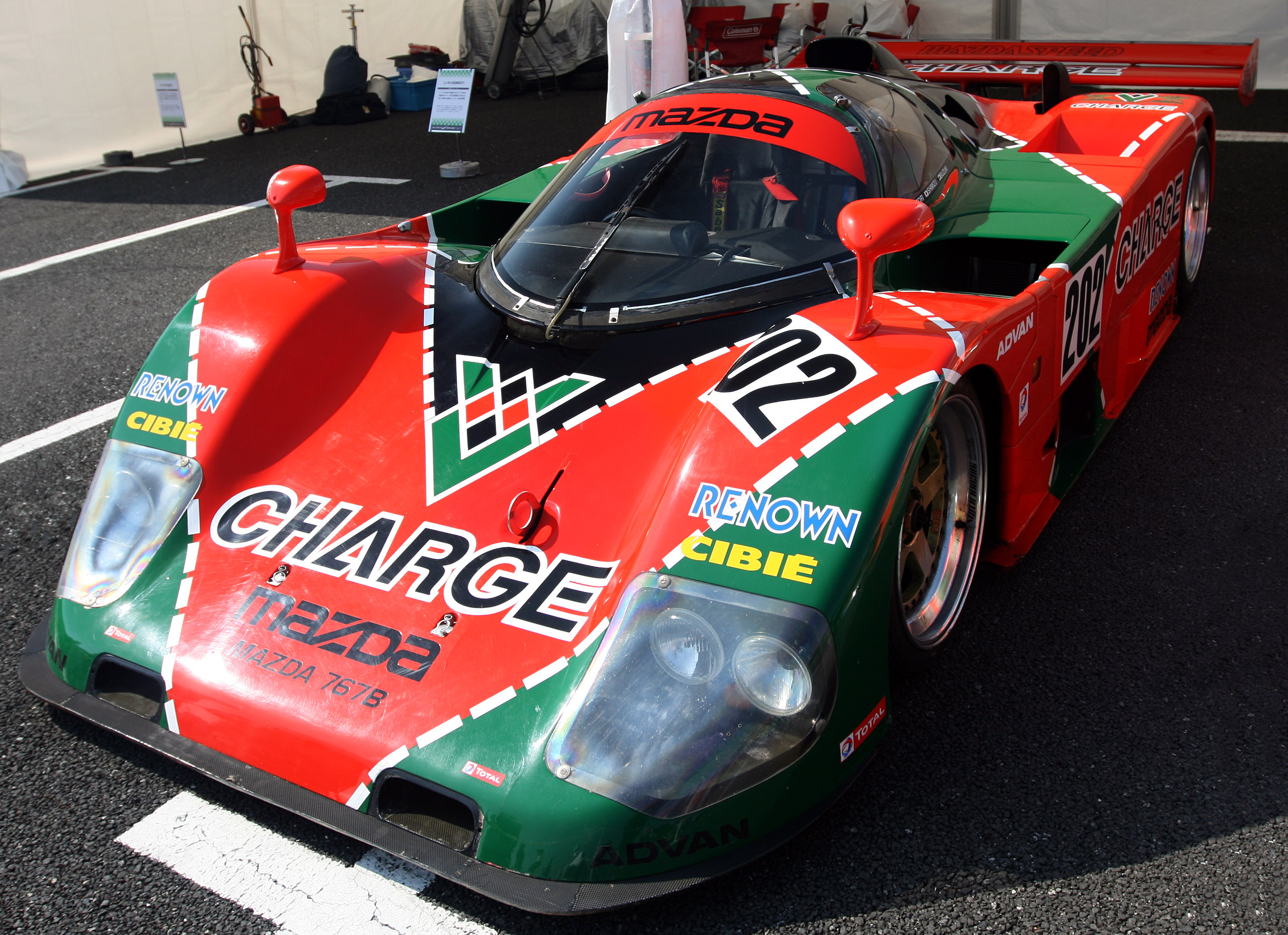
Mazda 767B

Der Mazda 767 war ein Rennwagen-Prototyp, der für Mazdaspeed für den Einsatz im 24-Stunden-Rennen von Le Mans in der IMSA-GTP-Klasse gebaut wurde. 

## Entwicklungsgeschichte
Der 767 ersetzte den 757 im Jahre 1988 und hatte den verbesserten 4-Scheiben-Wankelmotor, Typ Mazda 13J, der fast 600 bhp (442 kW) leistete.

## Renngeschichte
Zwei 767 wurden 1988 im 24-Stunden-Rennen von Le Mans eingesetzt und belegten den 17. und den 19. Platz im Gesamtklassement. Der einzelne 757 aus dem Vorjahr, der ebenfalls startete, belegte den 15. Platz. In der All Japan Sports Prototype Championship wurde Mazda diesmal Vierter der Konstrukteursmeisterschaft.
Für die Saison 1989 überarbeitete Mazda den 767 zum Mazda 767B und testete ihn am Anfang im 24-Stunden-Rennen von Daytona, wo er den 5. Platz im Gesamtklassement belegte. Später in der Saison kehrte Mazda nach Le Mans zurück und meldete zwei 767B und einen älteren 767. Die beiden 767B belegten den 7. und den 9. Platz im Gesamtklassement, während der einzelne 767 Zwölfter wurde. In der JSPC allerdings waren die Resultate enttäuschend und Mazda wurde nur Fünfter.
1990 wurde noch ein einzelner 767B zusammen mit den beiden neueren 787 für das 24-Stunden-Rennen von Le Mans gemeldet und beendete als einziger Mazda das Rennen, wenn auch nur auf dem 20. Platz im Gesamtklassement.
2015 wurde ein Mazda 767B von 1989 beim Goodwood Festival of Speed eingesetzt. Dieser kam von der Strecke ab und fuhr gegen einen Strohballen, wobei er schwer beschädigt wurde.